# 静岡県立静岡商業高等学校
静岡県立静岡商業高等学校（しずおかけんりつしずおかしょうぎょうこうとうがっこう）は、静岡県静岡市葵区七丁目に所在する公立の商業高等学校。

## 概要
- 歴史と伝統のある商業の専門高校
- 略称は「静商（せいしょう）」。また「SC」と略されることもある。
- 同市の静岡県立静岡高等学校と、伝統的なライバルである。
- 静岡高校の「岳南健児」に対し、静岡商業高校は「白龍健児」（はくりょうけんじ）と称する。
- 地域を担う産業人の育成に力を入れ、多くの有能な人材を輩出する。
- ビジネスに関する知識や技術、マナーを身につけ、進学・就職どちらにも対応する。
- 高度な資格取得を目指し、2年次から進路・適性に応じたコースの選択ができる。
- 多くの資格取得可能（全商、日商簿記、経産省情報技術者、英語等）地域連携事業（地元企業・商店街、大学・専門学校等）恵まれた施設・設備を有する。

## 設置学科・類型選択
- 商業科
  - 会計マネジメントコース
  - 会計コミュニケーションコース
  - マーケティングコース
- 情報処理科
  - 情報マネジメントコース
  - 情報グラフィックコース

## 校章・校訓

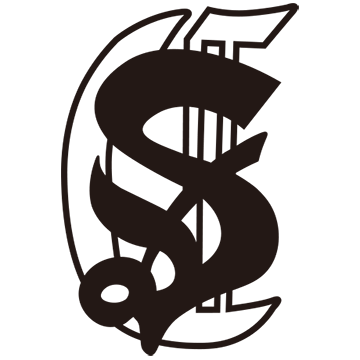
黒部分が赤色で表示される場合がある。

### 校章
黒部分のSはイニシャル、S以外の黒部分は商業の神といわれるマーキュリーが持つ杖、白部分の2本の線は校歌にもあるホワイトラインを表す。

### 校訓
剛健進取（ごうけんしんしゅ）

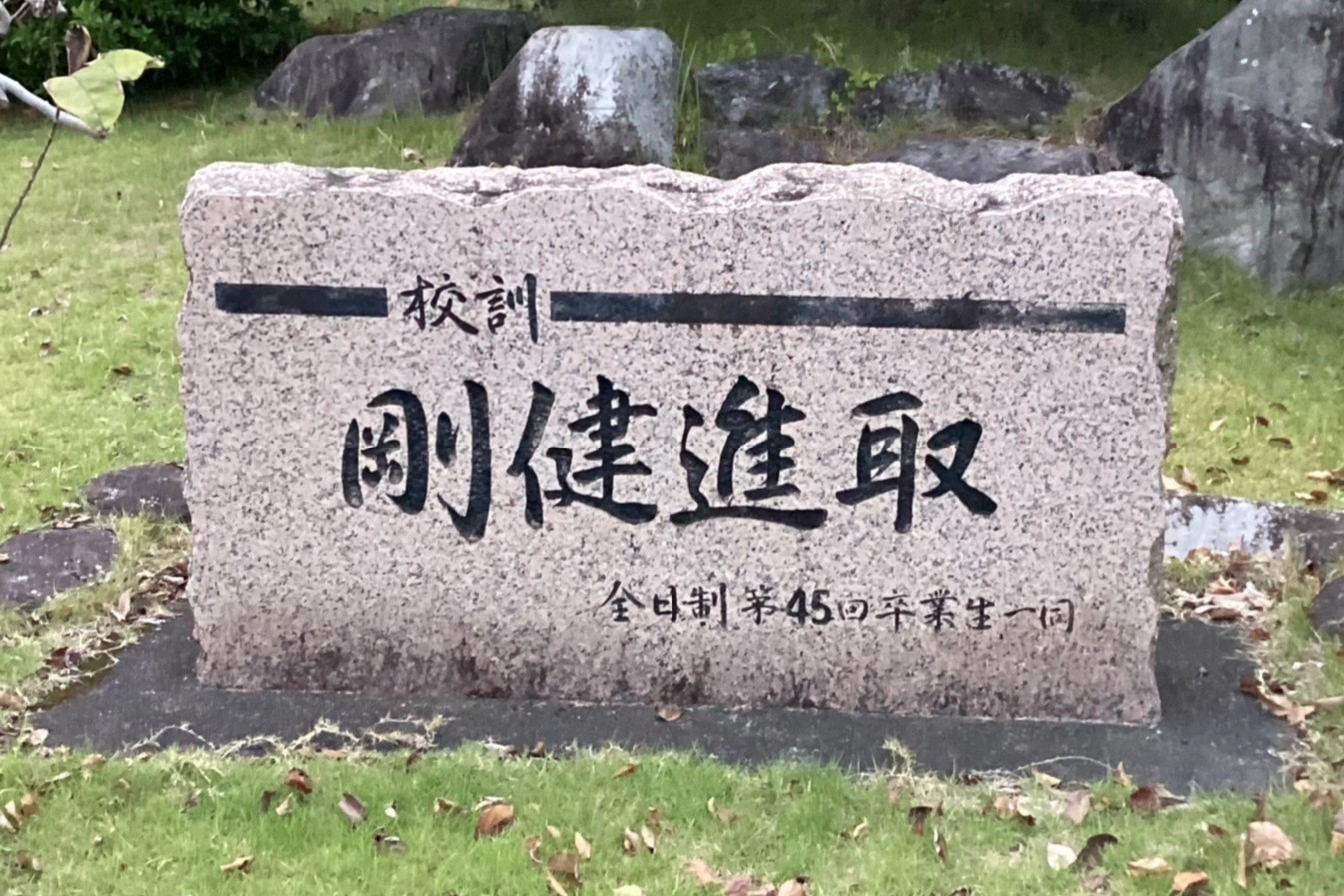
校訓の記念碑

「心身共に逞しく強く、進んで物事に取り組む。」

### 実行目標
- たえず努力して実力をかん養する
- 常に自分を省みて品位の向上を目指す
- 生徒としての誇りを持って自主的に行動する
- 誠実にことを行い互いに信頼し合う
- 正直・真面目であり進んで責任を果たす
- 強健な身体をつくり明朗・快活な精神を養う
- 規律を守り他人に迷惑をかけない

## 沿革

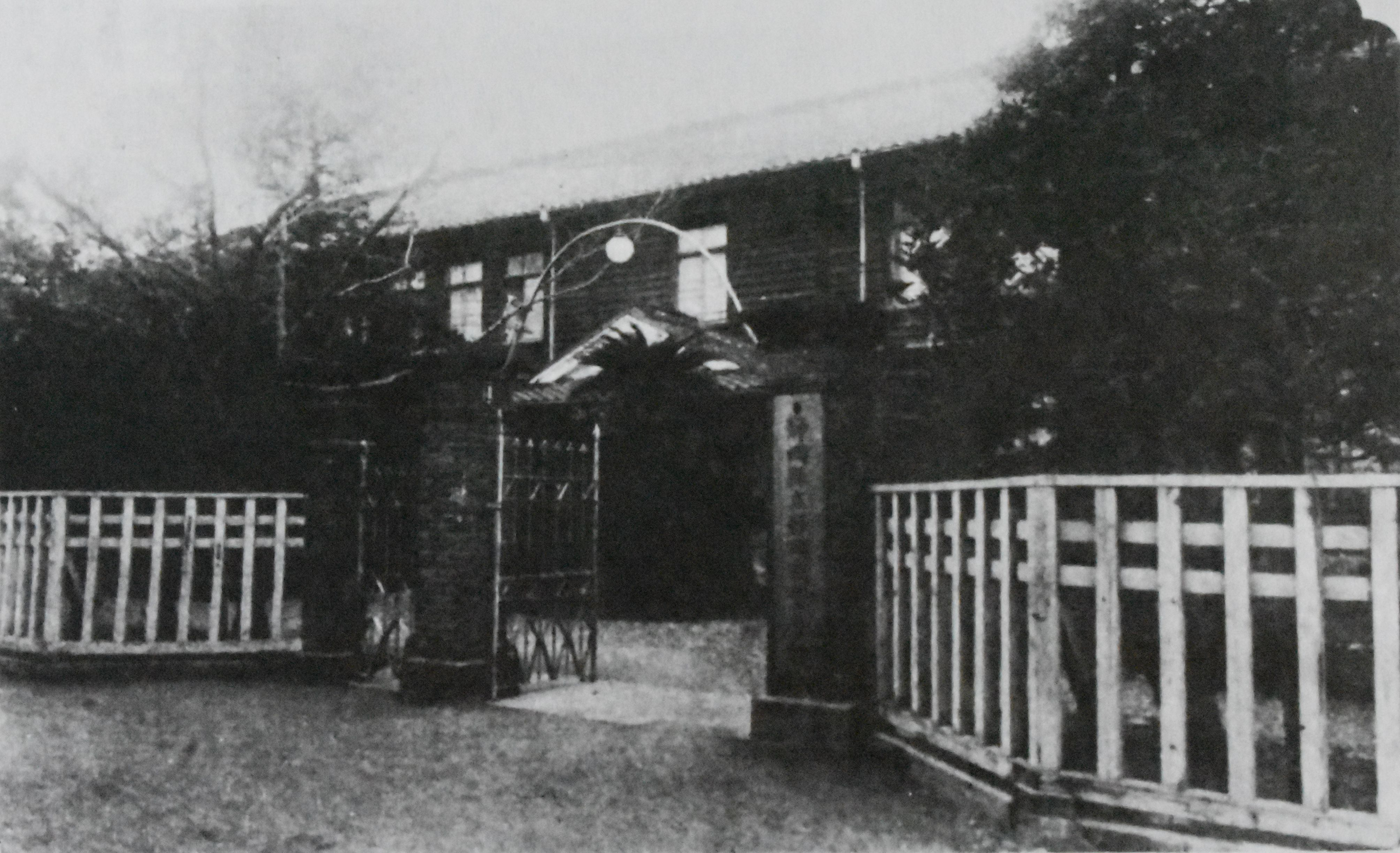
1900年頃の「静岡商業学校」

- 1898年 - 静岡市立静岡商業学校の設立が認可される。
- 1899年 - 静岡市立静岡商業学校（男子校）として開校される。[2]
- 1900年 - 静岡市追手町（現葵区城内町）に校舎が完成し、移転される。[3]
- 1914年 - 校歌制定
- 1919年 - 静岡県静岡商業学校に改称
- 1922年 - 静岡県立静岡商業学校に改称
- 1933年 - 静岡市立駿府商業学校を合併
- 1935年 - 現在地に校舎が完成し移転
- 1942年 - 静岡県立静岡第二商業学校（夜間課程）が設立
- 1945年 - 戦災により校舎が焼失
- 1948年4月 - 静岡県立静岡商業高等学校に改称。静岡第二商業学校は静岡商業高校と合併し、同校の定時制課程となる。
- 1948年5月 - 創立50周年、校舎復興記念祭
- 1949年 - 新入生より男女共学となる。
- 1961年 - 創立62周年、校舎改築完成記念祭
- 1969年 - 創立70周年記念式典
- 1987年 - 新校舎が完成
- 1988年 - 創立90周年記念式典、校舎落成記念式典
- 1997年4月 - 定時制課程の生徒募集を停止
- 1998年 - 創立100周年記念式典
- 2000年3月 - 定時制課程を閉課
- 2000年5月 - 校舎完成記念式典
- 2018年7月30日 - 創立120周年を記念する動画をYouTubeにて投稿[4]
- 2023年10月16日 - 県内公立高校では初となるカジュアルコーデ（フォーマルすぎずビジネスを学ぶ場に相応しい適度にカジュアルな服装）[5]での登校となった。

## 校歌・応援歌
下記すべての校歌や応援歌は同窓会ホームページで聴くことができる。

### 校歌
- 制定年：1914年（大正3年）
- 作詞：桜井久太郎（明治39年から12年間にわたり、本校で購読・作文などを担当し、国語科教師として在任）
- 作曲：田村虎藏（金太郎、浦島太郎など数多くの唱歌を手がけた）
作曲当時は、メロディー、ホワイトラインなどの外国語の歌詞が問題となって、未予稿として発表されてしまった。その後、職員や生徒らに愛され、口ずさまれ、歳月の流れとともに予稿となり、正式な校歌となった。このため、正式な制定時期の記録がありませんが、大正3年度ごろから歌われるようになったと伝えられる。
- 演奏の前に必ず応援団長による声出しと応援団旗の掲揚が行われる。
- 学校行事等では1番のみを歌う場合がある。

### 応援歌
本校には校歌のほかに野球部の応援歌が存在する。
- 応援歌第一

- 応援歌第二

- 応援歌第三
  - この応援歌には日本語が使われておらず、全て英語による作詞が行われている。

- 応援歌第四

- 応援歌第五

- 応援歌第六
  - 作詞：第41回卒文芸部
  - 作曲：第41回卒音楽部

- 凱歌を挙げて
  - 作詞・作曲：大石肇

- 静商・静高定期戦賛歌
  - 作詞：成潮左千夫
  - 作曲：池田宏
  - 編曲：吉野俊博

## 学校行事
- 4月 - 入学式、新任式

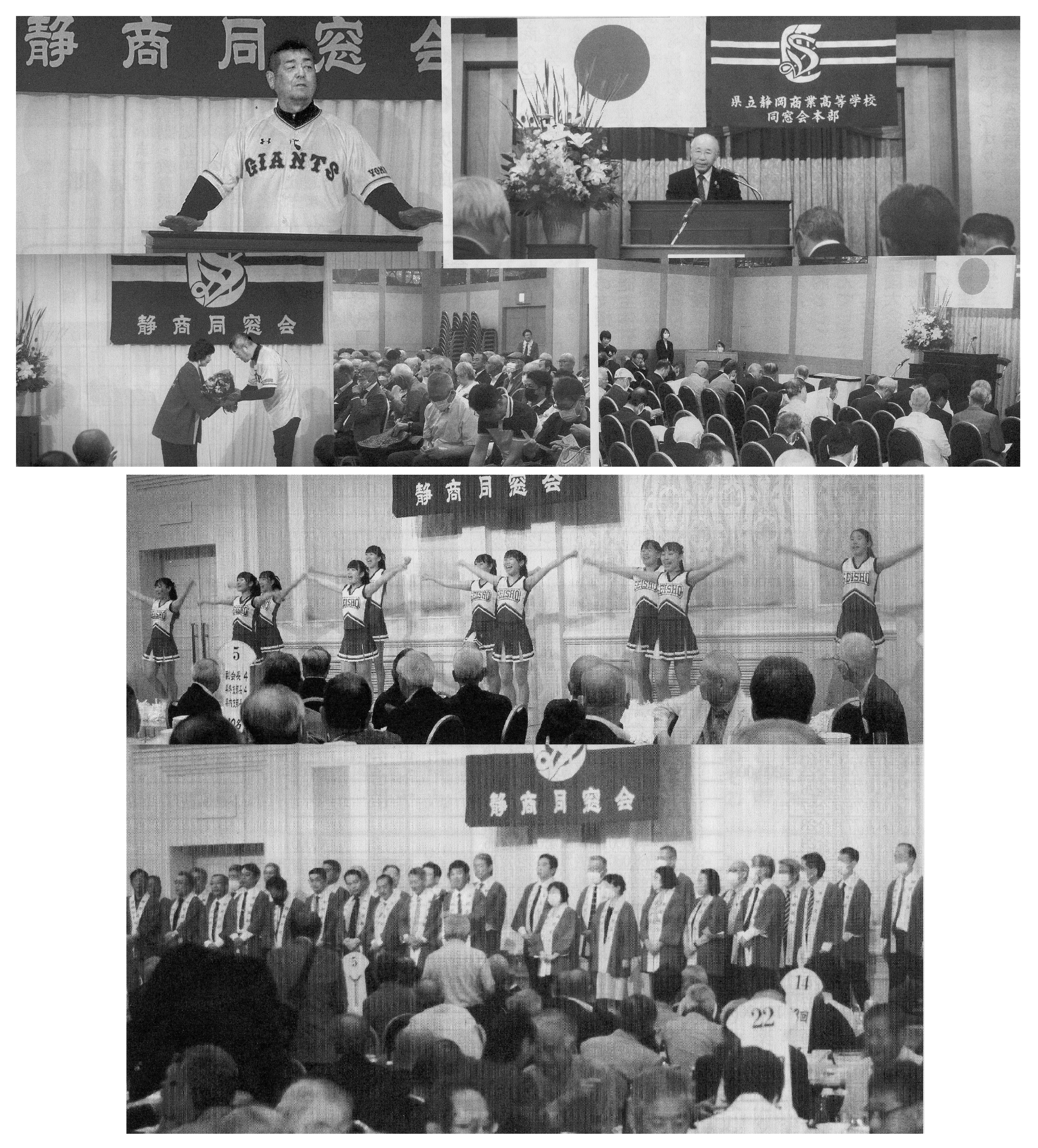
令和5年度 同窓会 定時総会・懇親会の様子

- 5月 - 学年イベントDAY（遠足）、ファシリテーション研修（1年）
  - 硬式野球部定期戦（毎年静岡高校との試合が草薙球場にて行われる）
- 6月 - 開校記念日・文化講演（毎年静岡市民文化会館にて落語、ミュージカル、演奏の講演が3年ごとに開催される）
- 7月 - スポーツ大会
- 8月 - 中学生体験入学、三者面談、就職校内選考会
- 9月 - 就職結団式、県商業科実務競技会
- 10月 - 静商祭、商業研修（2年）、オープンキャンパス
  - 文化の部として文化祭が、運動の部として体育祭が行われる。
  - 商業に関する研修として、ディズニーアカデミーに参加する。
- 11月 - 修学旅行（2年・3泊4日）、商業研修（1・3年）、オープンキャンパス
- 12月 - スポーツ大会、音楽部による定期演奏会
- 2月 - 販売実習（2年）、同窓会入学式、
- 3月 - 入学者選抜試験、離任式、卒業式
  - 卒業式は年度によって、2月に行われることもある。

## その他の特別活動
- 地元商店街での商業学習（販売実習、おまちdeハロウィン参加）
- 課題研究における活発な地域人材活用（企業訪問、講師招請等）
- 同窓会教育振興委員会との教育活動（生徒奨励事業・教育活動支援事業）
- 自学自習の時間（月曜7限）の設定
- 田町小学校との交流（読み聞かせ、児童クラブボランティア、水泳指導）

## 日商簿記甲子園
- 日本商工会議所が2024年度から開催する第1回全国高等学校日商簿記選手権大会（日商簿記甲子園）開催（日商簿記検定施行70周年記念事業）の参加校である[6]。

## 服装
- 男女とも制服着用。ただし、一部の日を除く。
- 男子生徒は黒色・金ボタンの学生服（学ラン）、女子生徒は赤色のネクタイに紺色のブレザー・ベストとスカートまたはスラックス。合服ではブレザーを着用しないが、ベストとネクタイは着用する。夏服は男子がワイシャツとスラックス、女子が開襟シャツまたはオーバーブラウスとスカートである。同県の島田商と似ている。
- 2023年10月16日以降より、一部の日や土日祝を除く毎月1のつく日[7]にカジュアルコーデでの登校も可能になった。

## 取得資格
- 全経電卓検定
- 実用英語検定
- 全経簿記検定
- 秘書検定
- 日商簿記検定
- 全商ビジネス計算実務検定
- 全商簿記検定
- 全商ビジネス文書検定
- 全商ビジネスコミュニケーション検定
- 全商英語検定
- 全商情報処理検定
- ビジネス能力検定
- 日商販売士検定

## 進路状況
年々、求人企業が減少しているにもかかわらず、本校を信頼しての企業の求人数は逆に増加している。また、離職率が非常に低く、フリーター希望者が毎年ほとんどいない。

## 部活動

### 運動部

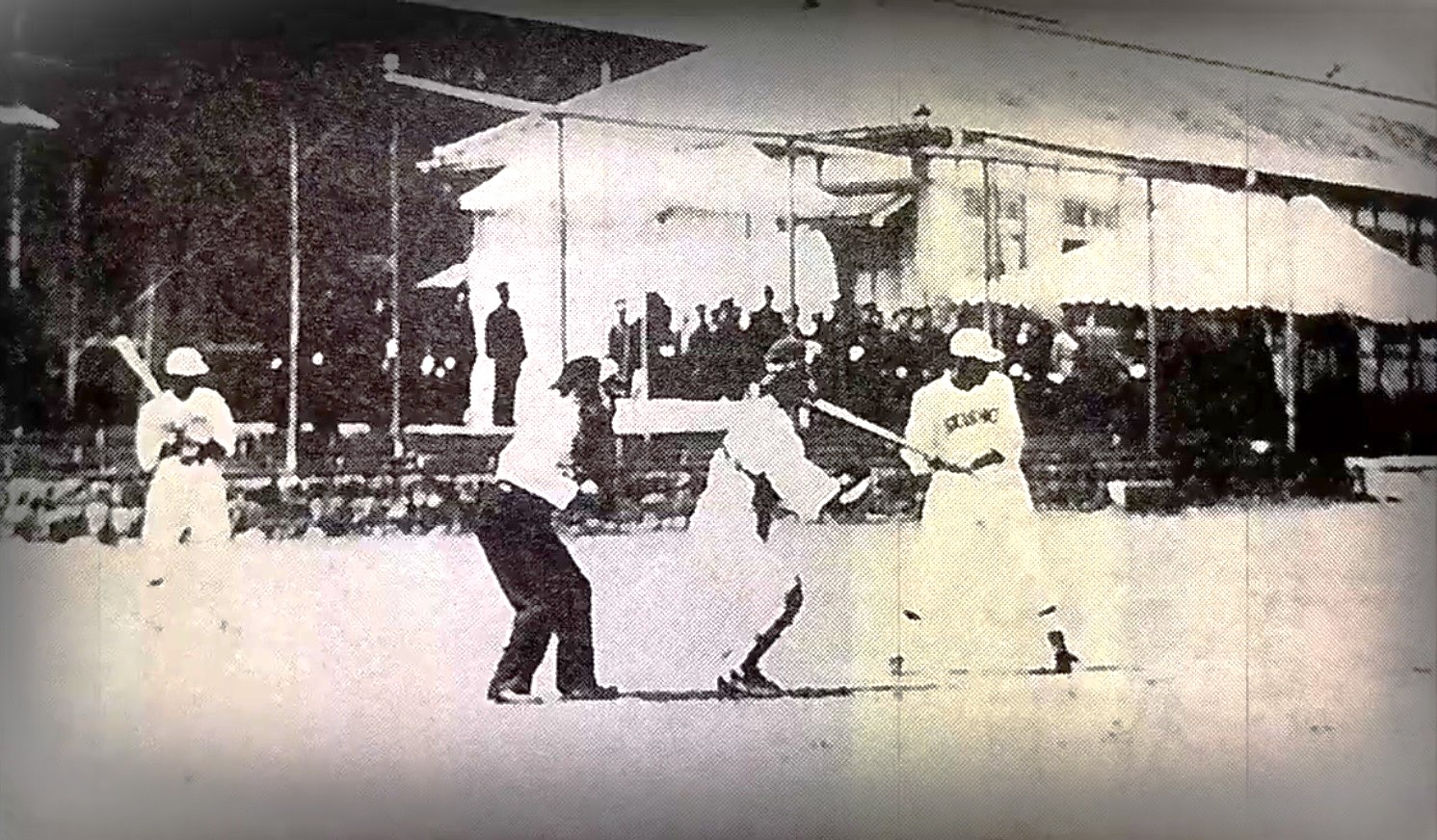
昭和5年度 硬式野球部 天覧試合（対静岡中学）の様子　静岡中学グランドにて

- 硬式野球
- 軟式野球
- 男子バスケットボール
- 女子バスケットボール
- 女子バレーボール
- 男子ソフトテニス
- 女子ソフトテニス
- 卓球
- サッカー
- 陸上競技
- 弓道
- 水泳
- 応援団
- チアリーディング
- バドミントン

### 文化部

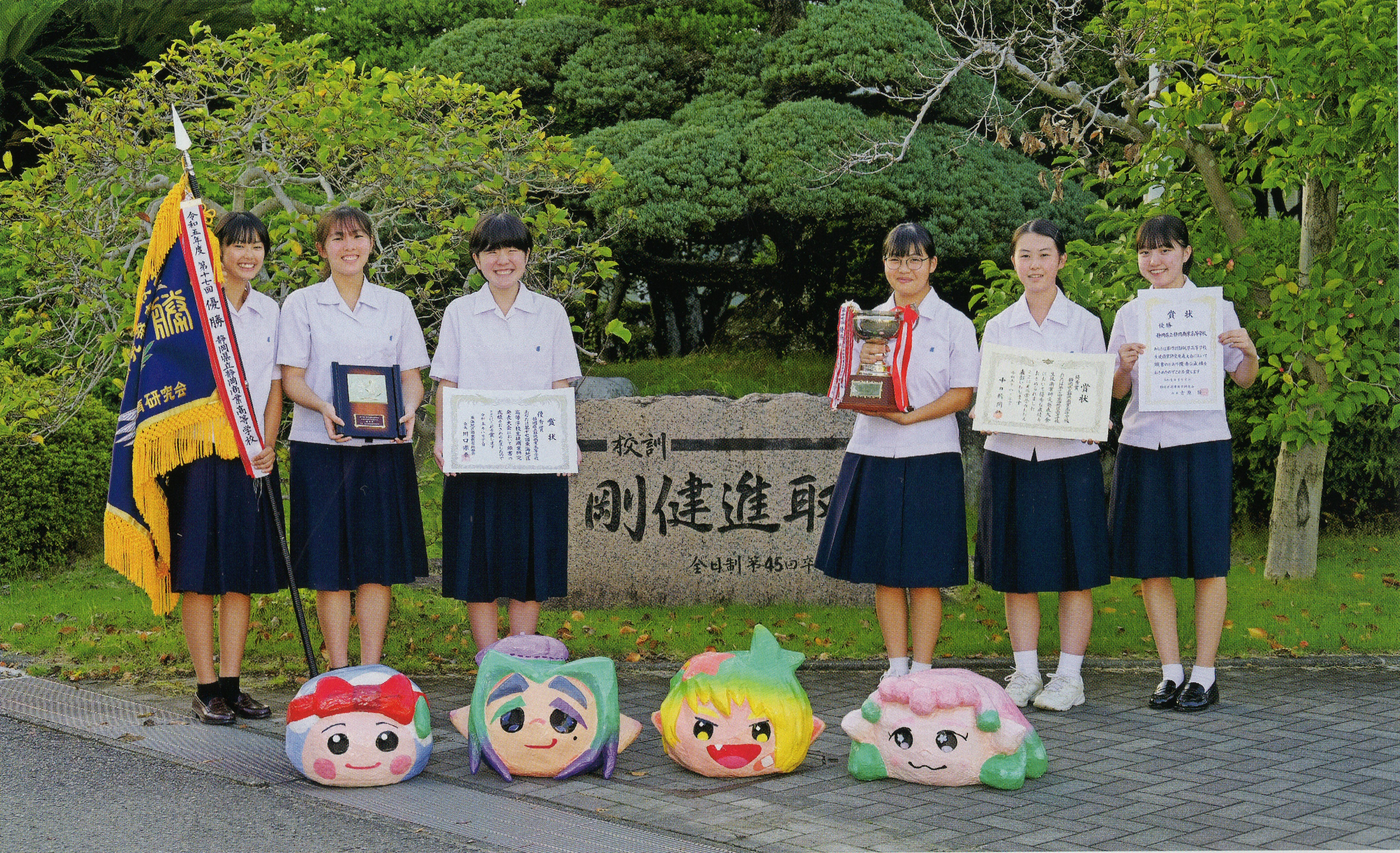
令和5年度 ビジネス探求部

- 簿記会計
- 情報処理
- ワープロ
- 音楽
- 書道
- 美術
- 文芸
- 家庭
- 華道
- 茶道
- ビジネス探究　※令和4年度より創部

### 野球部の活躍
硬式野球部は戦前から甲子園に出場している古豪であり、プロ野球選手も多く輩出している。創部は1928年と、同じく静岡の古豪である静岡高校と比べるとかなり後発であるが、甲子園では優勝1回、準優勝2回、ベスト8が3回と好成績を挙げている。夏の選手権で初戦敗退が一度も無いことも特筆できる（2018年現在）。「芸術品」とまで謳われたバント戦法と足を絡めた機動力野球がお家芸。ライバル静岡高校との定期戦は古くから「静岡の早慶戦」と言われており、戦前から現在まで続いている。軟式野球部も全国大会優勝2回、準優勝4回の実績がある。また、2005年より本校OBを中心とした静商硬式野球部後援会が設立されている。スローガンは～SEISHO PRIDE～自覚・徹底・覚悟～。

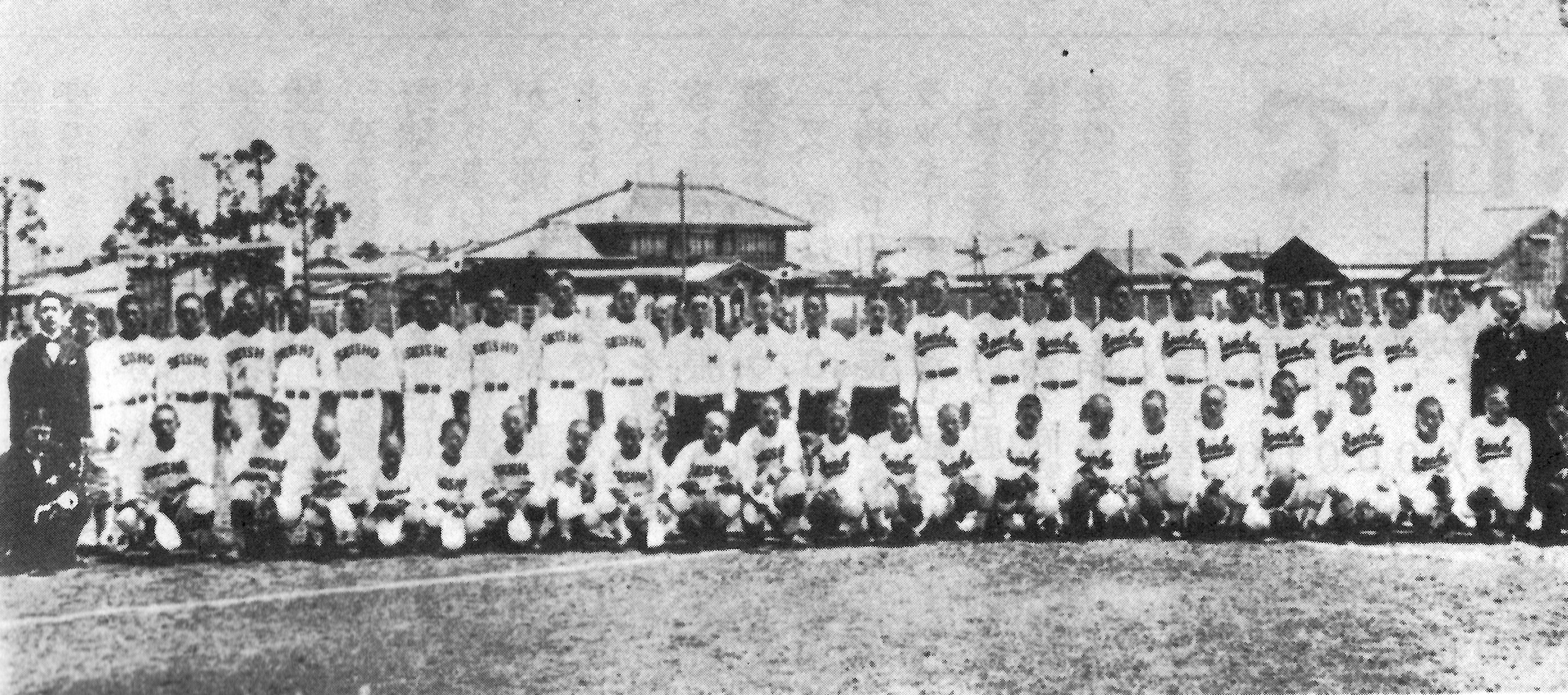
天覧試合に出場した静岡商（左側）と静岡高（右側）

### 歴代の監督の一覧
2021年4月より本校硬式野球部OBの曲田雄三が監督に就任している。
| 上坂浩通           |                | 1923年（没2005年） | （2年間）            |                                        | 本校41回卒業生3年生で野球部主将を務める。卒業後は旧満州の社会人野球の昭和製鋼所で活動。 |
| ※省略（ - 2016年） |                |                    |                      |                                        |                                                                                         |
| 髙田晋松           | 静岡大・筑波大 | 1970年             | 2016年4月- 2021年3月 | 三ケ日高、伊東高、静岡南高、焼津水産高 | 子息はプロ野球の高田琢登高校時代は3年夏に甲子園出場。大学では2年秋に首位打者を獲得。    |
| 曲田雄三           | 名古屋商科大   | 1983年             | 2021年4月-（在任中） | 池新田、清水商（現清水桜が丘）         | 本校103回卒業生現役時代は内野手。2006年夏には本校の副部長として県優勝を経験。           |

#### 甲子園通算成績
- 出場：春6回、夏9回
- 勝敗：春6勝5敗、夏17勝9敗
- 優勝：1952年春
- 準優勝：1954年夏、1968年夏
- 選抜大会記録：連続試合完封4 田所善治郎（1952年2回戦 - 決勝）
- 選手権大会記録：1試合最多得点差23（1936年1回戦 27-4長野商）、1試合最多犠打9（2006年1回戦 八幡商戦）

（2007年現在）

#### 年表
- 1928年 - 創部
- 1930年 - 静中（現静岡高）との天覧試合（初の静岡高との定期戦）を開催
- 1934年 - 第11回選抜中等学校野球大会（現選抜）出場
- 1936年 - 第22回全国中等学校優勝野球大会（現選手権）出場
- 1952年 - 第24回選抜高校野球大会優勝。田所善治郎投手（元国鉄）が全試合完封。阿井利治（元国鉄）、望月教治（元ヤマハ発動機監督他）らが活躍
- 1953年 - 第35回全国高校野球選手権大会出場。阿井利治、望月教治らが前年より残る
- 1954年 - 第36回全国高校野球選手権大会準優勝。興津立雄（元広島）、滝英男（元阪神）、松浦三千男（元阪神）らが活躍
- 1955年 - 第27回選抜高校野球大会出場
- 1959年 - 第41回全国高校野球選手権大会出場。朝井茂治（元阪神他）
- 1966年 - 第48回全国高校野球選手権大会出場。奥柿幸雄（元サンケイ）
- 1968年 - 第50回全国高校野球選手権大会準優勝。新浦壽夫（元巨人）が一年生エース、藤波行雄が中心打者として活躍
- 1969年 - 第51回全国高校野球選手権大会ベスト8。前年に続き藤波行雄が中心打者として活躍。新浦が中退して巨人に入団したため松島英雄（元大洋）がエース、後にプロ野球で大成する池谷公二郎（元広島）は控え投手。 準々決勝の相手は松山商であった。秋の国体では準決勝で松山商を破り優勝している。
- 1972年 - 第44回選抜高校野球大会出場。秋田秀幸（元中日）
- 1973年 - 第45回選抜高校野球大会出場。秋田秀幸
- 1974年 - 第56回全国高校野球選手権大会ベスト8。高橋三千丈（元中日）がエースで漆畑和男（プリンスホテル）、大石優治（専修大学）らが活躍。1年生に大石大二郎（元近鉄）、久保寺雄二（元南海）がいた。
- 1975年 - 第47回選抜高校野球大会ベスト8。大石大二郎、久保寺雄二らが活躍。不祥事のため大会後に1977年までの2年にわたり対外試合出場禁止の処分を受ける。
- 2005年 - 静商硬式野球部後援会を設立。
- 2006年 - 第88回全国高校野球選手権大会に32年ぶり出場。

## 主な卒業生
- 稲木芳雄 - 稲木商店、皮革骨脂製造販売業
- 太田正孝 - 元自治庁長官
- 佐野嘉吉 - 元衆議院議員
- 下川儀太郎 - 元衆議院議員、詩人
- 荻野凖平 - 元静岡市長
- 渡辺茂男 - 児童文学者、翻訳家
- 田宮義雄 - タミヤ創業者
- 北川民次 - 画家
- 久保田利伸 - シンガーソングライター、音楽プロデューサー
- 森谷良平 - 元プロ野球選手（国鉄）
- 松本光三郎 - 元プロ野球選手（阪急）
- 田村稔 - 元プロ野球選手（イーグルス）
- 杉山光平 - 元プロ野球選手（近鉄・南海）
- 久住静男 - 元プロ野球選手（国鉄）
- 田所善治郎 - 元プロ野球選手（国鉄）
- 横山昌弘 - 元プロ野球選手（中日）
- 阿井利治 - 元プロ野球選手（国鉄）
- 興津立雄 - 元プロ野球選手（広島）
- 滝英男 - 元プロ野球選手（阪神）
- 松浦三千男 - 元プロ野球選手（阪神）
- 大木利男 - 元プロ野球選手（阪神）
- 滝安治 - 元プロ野球選手　(巨人)
- 朝井茂治 - 元プロ野球選手（阪神・広島）
- 中野正彦 - 元プロ野球選手（大映）
- 奥柿幸雄 - 元プロ野球選手（サンケイ）
- 藤波行雄 - 元プロ野球選手（中日）
- 松島英雄 - 元プロ野球選手（大洋）
- 勝亦治 - 元プロ野球選手（阪神・ヤクルト）
- 池谷公二郎 - 元プロ野球選手（広島）
- 秋田秀幸 - 元プロ野球選手（中日）
- 高橋三千丈 - 元プロ野球選手（中日）
- 久保寺雄二 - 元プロ野球選手（南海）
- 大石大二郎 - 元プロ野球選手（近鉄）
- 山崎隆広 - 元プロ野球選手（楽天）
- 髙田琢登 - プロ野球選手（DeNA）
- 鷲野満之助 - 元アマチュア野球選手（内野手／専大、満州電電）昭和27年選抜優勝監督
- 粳田　保 - 元アマチュア野球選手（外野手／法大、日軽金）
- 望月教治 - 元アマチュア野球選手（内野手／専大、熊谷組）、野球指導者
- 漆畑和男 - 元アマチュア野球選手（外野手／専大、プリンスホテル）
- 岩藤理恵 - 柔道家
- 内野智香英 - 元バスケットボール選手

中退
- 新浦壽夫 - 元プロ野球選手（巨人・韓国サムスン・大洋・ダイエー・ヤクルト）

## アクセス・交通
- JR静岡駅北口7番乗り場より中部国道線・丸子線「安倍川橋」下車 徒歩3分

## その他
- 国家資格の基本情報技術者試験（FE）の午前科目免除制度の認定校となっている[10][11]。